# 安卡 (內布拉斯加州)
安卡（英語：Anncar）是位於美國內布拉斯加州霍爾特縣的非建制地區。

## 歷史
安卡的郵局於1900年設立，其後於1931年停運。

## 地理
安卡所處的海拔為高於海平面473米（即1552英呎），而該地所採用的時區為UTC-6，即北美中部时区（CST）。同時該地設有夏令時間，為UTC-6調快一小時，即UTC-5（CDT）。